# Roger Tailleur
Roger Tailleur, né le 18 novembre 1927 à Gradignan et mort le 9 septembre 1985 à l'Institut Gustave-Roussy de Villejuif, est un critique de cinéma et journaliste français.

## Biographie
Alors qu'il séjourne au sanatorium universitaire de Saint-Hilaire du Touvet — où il rencontre Louis Seguin et Michel Perez —, il fonde avec ces derniers, en 1952, une petite revue ronéotypée intitulée Séquences.
Collaborateur de Positif dès 1953, de la revue Les Lettres nouvelles et de France Observateur, il cesse d'écrire sur le cinéma en 1968 « pour se consacrer à sa nouvelle passion : l'Italie » et à la peinture.

## Reconnaissance
L'importance de son activité de critique a été unanimement reconnue par la profession.
Antoine de Baecque lui consacre un chapitre de son ouvrage La Cinéphilie : invention d'un regard, histoire d'une culture, 1944-1968.
Michel Ciment le cite à plusieurs reprises dans la série d'émissions À voix nue sur France Culture.

## Ouvrages
- Antonioni (avec Paul-Louis Thirard), Éditions universitaires, 1963
- Elia Kazan, Seghers, 1965
- (posthume) Viv(r)e le cinéma[8], Actes Sud, 1997, édition établie par Michel Ciment et Louis Seguin, préface de Frédéric Vitoux

## Filmographie
- Qu'est-ce que la mise en scène. Les cinéastes, de Patrice Gauthier (réalisation), Jean-Paul Török et Roger Tailleur (auteurs) et Nina Companeez (interviews), Montrouge, Institut pédagogique national, 1969 Entretien avec Marcel L'Herbier sur son métier et sur son film L'Argent ; interviews de Joseph Losey, Louis Malle, Michel Deville, Jacques Doniol-Valcroze, Bertrand Tavernier et Yves Boisset[9].